# Čejč
Čejč (slováckým nářečím Čajč; německy Czejtsch, Tscheitsch, Scheitz) je obec v okrese Hodonín v Jihomoravském kraji. Žije zde přibližně 1 300 obyvatel.
Sousedními obcemi sídla jsou Hovorany, Kobylí, Mutěnice, Čejkovice a Terezín. Jedná se o vinařskou obec ve vinařské oblasti Morava, podoblasti Slovácké (viniční tratě Brněnka, V Malých, Hrubé, Kopce).

## Název
Původní podoba názvu vesnice byla Čaječ a byla odvozena od osobního jména Čajek, což byla domácká podoba některého jména obsahujícího -čaj (Dobročaj, Bolečaj apod., jde o základ slovesa čajati – "čekat, očekávat"). Význam místního jména byl „Čajkův majetek“. Z nepřímých pádů (Čajče, Čajči) vznikl nový tvar Čajč změněný pravidelnou hláskovou změnou ča > če na Čejč, který je už v nejstarších dokladech (ale podoba Čajč zapsána ještě 1368 a dochována v místním nářečí).

## Historie

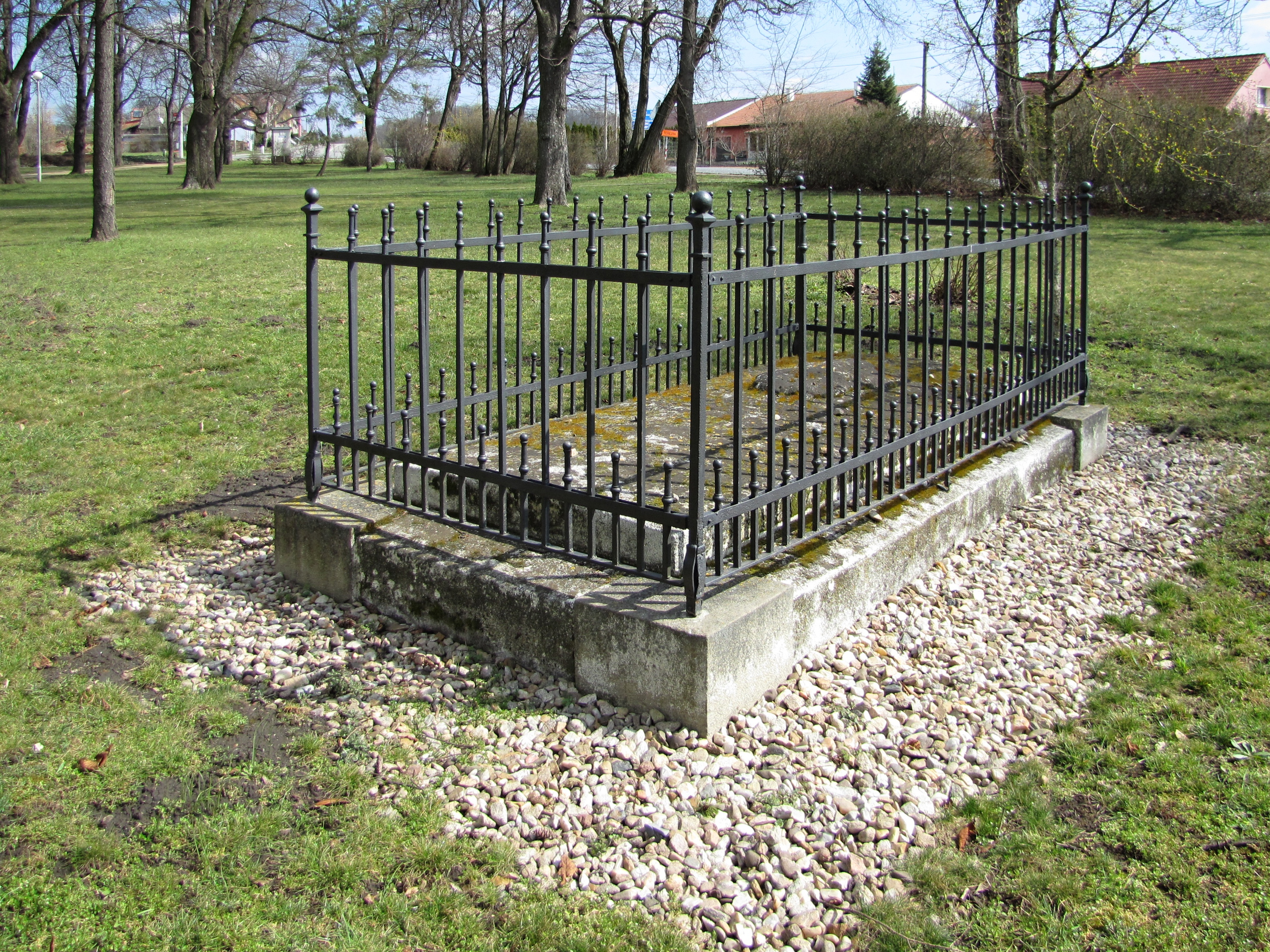
Hrob Friedricha von Clausewitze

První písemná zmínka o Čejči je z roku 1222, kdy vesnice patřila klášteru cisterciaček Porta coeli u Tišnova. Během husitských válek ves zpustla a roku 1459 se uvádí vyloženě jako pustá. V roce 1771 byla ves osídlena Moravskými Slováky a francouzskými kolonisty. Jejich třicet chalup roku 1782 vyhořelo, hned však byly obnoveny.
Během Prusko-rakouské války obsadila vesnici 15. července 1866 pruská armáda, která do ní zavlekla epidemii cholery. Zemřelo čtyřicet obyvatel a tři pruští vojáci, mezi nimi i generálporučík Friedrich von Clausewitz, který zde byl pohřben. Armáda pak odešla 1. října.
V roce 1897 byla dána do provozu železniční trať Hodonín–Zaječí, roku 1908 železniční trať Čejč – Uhřice u Kyjova – Ždánice.

### Čejčské jezero
V katastru Čejče se jihovýchodně od Horákovy farmy, bývalého státního statku, původně dvora Čenkov, dříve rozkládalo slané Čejčské jezero, tzv. Bezedňák, které však bylo vysušeno v 19. století z důvodu pěstování cukrové řepy. Ve 20. století se v důsledku zanášení odvodňovacího kanálu jezero opět naplnilo, avšak roku 1965 bylo z rozhodnutí tehdejších komunistických politiků opět odvodněno. Na jihovýchodě obce se nacházejí chráněné lokality: Čejčský a Čejkovické Špidláky, východně tzv. Výchoz, kde bylo ve vystupující vrstvě objeveno méně kvalitní uhlí – lignit. V dřívějších dobách se zde vyskytovalo moře, z tohoto důvodu se zde vyskytují slanomilné rostliny.

## Přírodní poměry
Ve správním území obce se nachází čtveřice chráněných území. Východně od vsi je přírodní památka Výchoz. Jižně od ní, na svazích bývalého Čejčského jezera, leží několik vzájemně oddělených ploch přírodní památky Bílý kopec u Čejče a v jižní části katastrálního území se nachází přírodní památka Špidláky. V západním výběžku leží přírodní památka Kobylská skála. V obci se náchází Sirný pramen Heliga. 

## Obyvatelstvo
| Rok            | 1869 | 1880 | 1890 | 1900 | 1910 | 1921  | 1930  | 1950  | 1961  | 1970  | 1980  | 1991  | 2001  | 2011  | 2021  |
| -------------- | ---- | ---- | ---- | ---- | ---- | ----- | ----- | ----- | ----- | ----- | ----- | ----- | ----- | ----- | ----- |
| Počet obyvatel | 622  | 723  | 667  | 775  | 875  | 1 002 | 1 005 | 1 035 | 1 152 | 1 194 | 1 248 | 1 222 | 1 243 | 1 243 | 1 181 |
| Počet domů     | 103  | 118  | 118  | 146  | 154  | 169   | 222   | 266   | 293   | 306   | 323   | 380   | 387   | 409   | 423   |

## Obecní správa a politika
V letech 2002 až 2016 byla starostkou Marta Výmolová. Na zasedání zastupitelstva 3. února 2016 byla odvolána, novým starostou byl zvolen Ing. Jan Koutný (KDU-ČSL).

## Pamětihodnosti

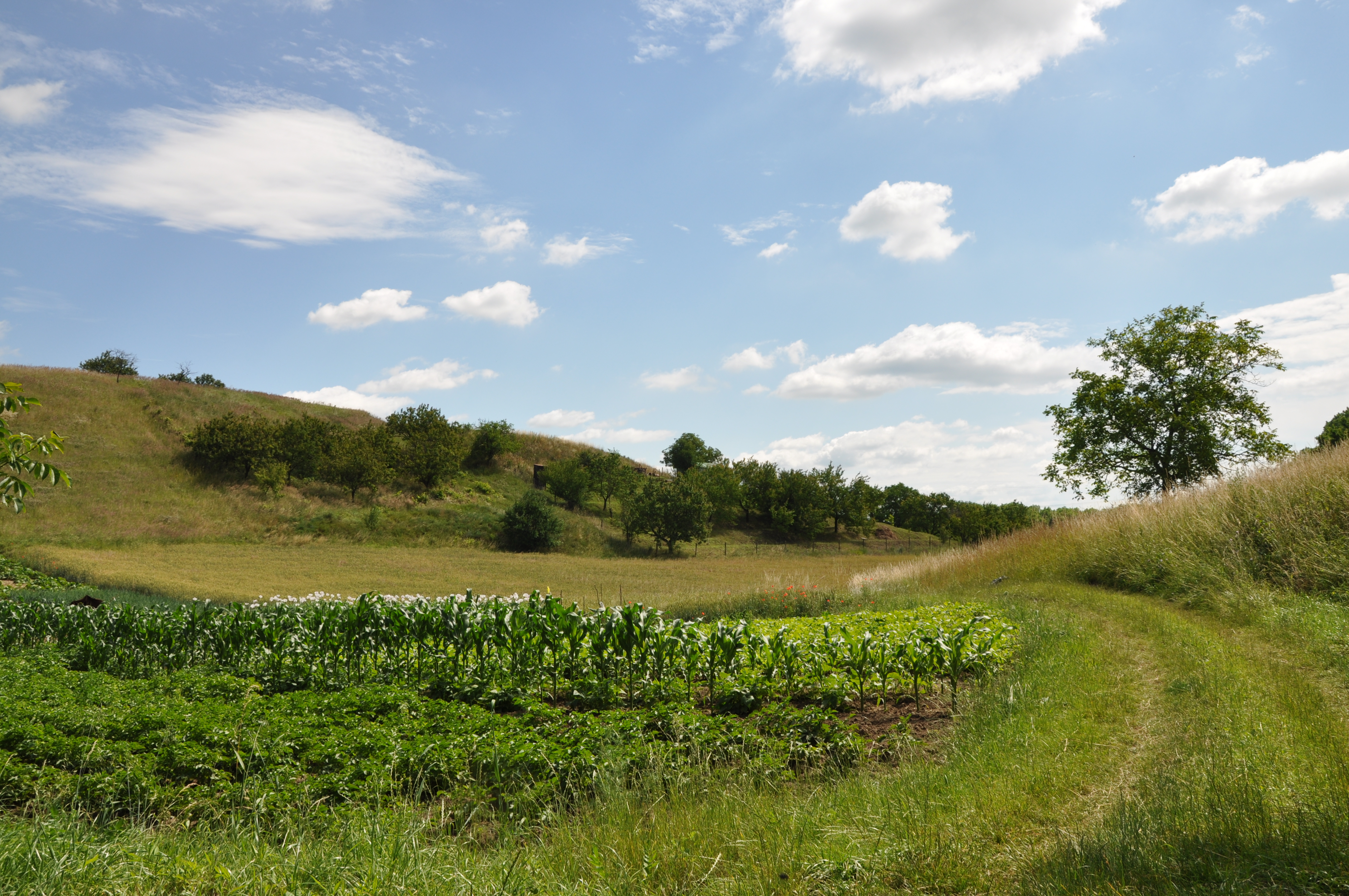
Přírodní rezervace Špidláky

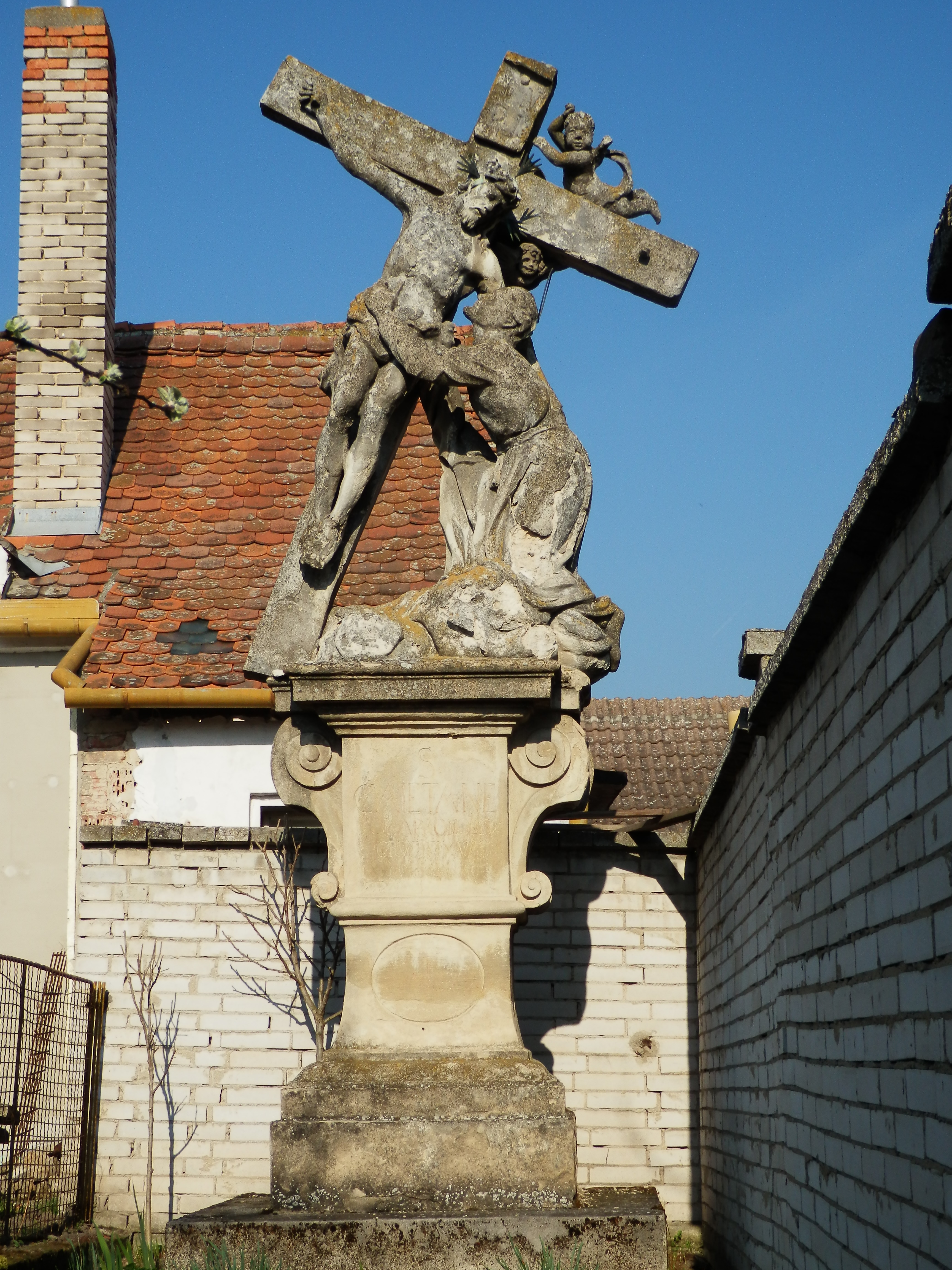
Socha svatého Kajetána

- Socha svatého Kajetána z roku 1722. Na přední straně podstavce je nápis: S. Caietane ora pro nobis crucifixum. Na zadní straně je údaj o zhotovitelce Marii Antonii Czoborové: Erexit Maria Antonie ta. Princeps de Lichtenstein 17.22 6. May. Hraběnku Czoborovou na tomto místě údajně vyhodil manžel z jedoucího kočáru a zázrakem se jí nic nestalo.
- Kostel svatého Vendelína z let 1729–1731. V roce 1937 prošel kostelík přestavbou. Ve věži je zavěšen zvon svatého Donáta z roku 1747 a svatého Cyrila a Metoděje z roku 1923. Oltářní obraz zobrazuje svatého Vendelína čtoucího Písmo a obklopeného domácími zvířaty. Nad horním okrajem je chronogram ukrývající letopočet 1731: O reX et pastor et abbas WenDeLIne tV peCora nostra DefenDe a LVe (v překladu: Ó králi a pastýři a opate Vendelíne, chraň náš dobytek před nákazou).
- Kaple svatého Rocha u vlakového nádraží připomíná cholerové epidemie z let 1836 (15 obětí), 1849 (7 obětí) nebo 1866 (44 obětí).
- Náhrobek pruského generálporučíka Friedricha von Clausewitz z období prusko-rakouské války v místním parku s textem: Zde odpočívá v Pánu Friedrich von Clausewitz, generálporučík, narozen v Burgu v Prusku 1807, zemřel na choleru v Čejči 31. července 1866.[10] V roce 2011 byl náhrobek opraven.[11] Byl synovcem pruského generála Carla von Clausewitz a také nejvyšším důstojníkem pruské armády, který byl pohřben na území dnešní České republiky.[12]
- Sousoší svaté Rodiny z roku 1920 v místním parku
- Kříž u čp. 29. Původně byl umístěn asi 100 metrů severovýchodně u křižovatky.
- Pamětní deska T. G. Masaryka na budově v bývalém velkostatku – kde se učil kovářem v roce 1865/66.
- Pamětní deska T. G. Masaryka na domě čp. 93.
- Pamětní deska pilotům z druhé světové války ve Velké Británii, František Masařík a František Vindiš.
- Zaniklý znak Lichtenštejnů a Hrzánů nad vchodem do panské sýpky z 18. století.

## Osobnosti
- Tomáš Garrigue Masaryk (1850–1937), československý prezident, v Čejči na statku se učil kovářem
- Františka Svobodová-Goldmannová - sběratelka, etnografka, sepsala v Čejči a okolí knihu Říkadla a hry slováckých dětí. Pochována na zdejším hřbitově.
- Svoboda Antonín Dobroslav, nar. 17. 1. 1861 Vršatské Podhradie, zemř. 1. 7. 1922 Čejč. Od r. 1902 jako nadučitel v Čejči a okolí sbíral písně pro sběratelskou akci NPVR zaslal L. Janáčkovi v r. 1910 pro sběratelskou akci NPVR 17 místních písní. (Jan Pavlík - Návraty kyjovska 1991)
- Antonín Drdácký učitel a kronikář (+ 3. 12. 1927)
- Fabián Slabý (1882–1954) filolog a literární historik
- Antonín Vojáček učitel hry na housle, primáš cimbálky (+ 26. 5. 1982)
- Bohumír Petrla (1887–1974), legionář, který 5. října 1917 unesl torpédovku Tb 11 v Šibeniku[13]
- Ludvík Svoboda (1903–1977), filosof, profesor Univerzity Karlovy v Praze
- František Masařík (1918–1988), účastník bitvy o Británii
- František Vindiš (1918–1988), účastník bitvy o Británii
- Josef Válek bývalý a zakládající primáš cimbálky Mládí
- Jaroslav Zaviačič (* 1939), expert v psaní na stroji, člen mezinárodní organizace Intersteno
- Jožka Černý (* 1942 na č. p. 5), zpěvák moravských a slováckých lidových písní
- Miroslav Bravenec (1945–2011), akademický malíř
- Zdeněk Grmolec (* 1947) středoškolský učitel a spisovatel